# Кондакан
Кондакан — река в Эвенкийском районе Красноярского края России, правый приток Кочечума. Длина реки — 142 км. Площадь водосборного бассейна — 2550 км².
Исток реки находится в южной части плато Сыверма, на высоте более 560 м над уровнем моря. В верховьях река течёт преимущественно в юго-восточном направлении по холмистой лиственнично-берёзовой тайге. Приняв справа реку Янальму, поворачивает на северо-восток. Недалеко от устья поворачивает на восток. Впадает в Кочечум по правому берегу на отметке менее 139 м над уровнем моря, ниже впадения Тембенчи, в 36 км от устья Кочечума. Ширина перед устьем — 50 м при глубине 0,7 м; скорость течения в низовьях составляет 0,5 м/с. 

## Основные притоки
Указаны поименованные притоки длиной 30 км и более
| Название   | Расстояние от устья | Длина | Положение |
| ---------- | ------------------- | ----- | --------- |
| Хороки     | 24                  | 32    | левый     |
| Амнундакан | 48                  | 43    | правый    |
| Додо       | 79                  | 35    | левый     |

## Данные водного реестра
По данным государственного водного реестра России и геоинформационной системы водохозяйственного районирования территории РФ, подготовленной Федеральным агентством водных ресурсов:
- Бассейновый округ — Енисейский
- Речной бассейн — Енисей
- Речной подбассейн — Нижняя Тунгуска
- Водохозяйственный участок — Нижняя Тунгуска от водомерного поста посёлка Тура до водомерного поста посёлка Учами
- Код водного объекта — 17010700312116100080555